# 육안국
육안국(六安國)은 중국 전한의 제후왕국이다.

## 전한
구강군(회남나라의 내사지)의 일부였다. 원수 원년(기원전 122년), 회남왕 유안이 모반했다 죽어 회남나라가 폐지되고 그 영토를 구강군으로 되돌렸다가, 원수 2년(기원전 121년) 구강군을 분할해 육안국을 만들고 교동강왕 유기의 애첩의 아들 육안공왕 유경을 왕으로 삼았다.
육안국의 모체에는 두 설이 있는데, 《사기》 제후왕표 회남국 행에 이어 육안국이 나오는 것과, 《사기집해》에서 구강군이 또 육안국이 됐다는 데에서 구강군이라고 보는 주장이 있다. 한편 《한서》 지리지에서는 형산국이 폐지된 후 육안국이 됐다고 한다. 육안국의 속현은 모두 구강군의 동쪽에 있으므로 구강군 서쪽의 형산군에서 분할됐다는 것은 잘못으로 보인다.
원시 2년(2년)의 인구조사에 따르면 38,345호, 178,616명이 있었다. 아래의 속현 목록은 《한서》지리지의 내용이다. 원연·수화 연간(기원전 8년 무렵)의 현황으로 여겨지며, 총 6현이다. 서울은 육현이다.
| 현명   | 한자   | 대략적 위치         | 비고 |
| ------ | ------ | ------------------- | --- |
| 육안현 | 六安縣 | 루안시              | 옛 육나라로, 고요(皋繇)의 후예며 언성(偃姓)이다. 초나라에 멸망했다. 여계수(如溪水)가 비수(沘水)에서 갈려나와 북동으로 수춘읍에 이르러 작피로 들어간다. |
| 요현   | 蓼縣   | 신양시 구스 현 북   | 옛 요나라로, 고요의 후예며 언성이다. 초나라에 멸망했다.                                                                                                |
| 안풍현 | 安豊縣 | 신양시 구스 현 남동 | 《우공》의 대별산(大別山)이 남서쪽에 있다. |
| 안풍현 | 安風縣 | 루안시 훠추 현 남서 | |
| 양천현 | 陽泉縣 | 루안시 훠추 현 북서 | |

다음은 육안왕국에서 갈려나온 왕자후국이다. 총 4국인데, 용향후국은 한서 지리지의 현황인 기원전 8년 이후 봉해진 후국이다.
| 이름       | 봉해진 때                         | 폐해진 때             | 왕자후표의 말격 | 지리지의 소속 군 |
| ---------- | --------------------------------- | --------------------- | --------------- | ---------------- |
| 송자(松玆) | 시원 5년(기원전 82년) 6월 신축일  | 시건국 원년(9년)      |                 | 여강군           |
| 부양(富陽) | 원강 2년(기원전 64년) 병술일      | 건소 2년(기원전 37년) |                 |                  |
| 박향(博鄕) | 경녕 원년(기원전 33년) 4월 정묘일 | 시건국 원년(9년)?     |                 | 구강군           |
| 용향(庸鄕) | 수화 3년(기원전 6년) 7월 경오일   | 시건국 원년(9년)      |                 |                  |

부양후국은 800호밖에 되지 않으므로 폐지된 후 향으로 격하된 것으로 보인다.

## 신
왕국을 폐지하고 안풍군(安風郡)을 설치했으며, 다음 현의 이름을 고쳤다.
| 전한 | 신             |
| ---- | -------------- |
| 안풍 | 안풍정(安風亭) |

## 국상
- 주산부(? ~ 기원전 70년)